# Лісоград
Чернігівський обласний музейно-меморіальний комплекс партизанської слави «Лісогра́д» — музейний комплекс на півночі Чернігівщини. Складається з музею історії партизанського руху на Чернігівщині у 1941—1943 рр. у селі Єліне та меморіального партизанського табору «Лісоград», що знаходиться у лісі поряд з селом.
Метою діяльності комплексу є всебічне висвітлення історії партизанського руху на Чернігівщині у 1941—1943 рр. на основі наукових досліджень, оригінальних документів і експонатів. Музей дає можливість зануритися в атмосферу партизанського життя.
«Лісоград» створений у 2009 році. З 2011 — це філія Чернігівського обласного історичного музею імені Василя Тарновського.

## Історія
З початком німецько-радянської війни понад 200 жителів села Єліне були мобілізовані до Червоної армії, 84 — пішли в партизанські загони, 28 мешканців села були партизанськими зв'язківцями. На території села діяло 8 явочних квартир.
У 1941—1943 роках у лісах навколо Єліне діяло Чернігівське обласне партизанське з'єднання під командуванням Олексія Федорова та Миколи Попудренка та численні партизанські загони. Звідси вони здійснювали бойові операції, в ході яких партизани громили ворожі гарнізони та проводили диверсії на залізниці. Поблизу села в лісі існувало партизанське містечко із землянок.
23 березня 1942 окупанти спалили село і закатували майже 300 його мешканців. У 1962 році Єліне отримало статус партизанського села.
У 2009 році з метою увічнення пам'яті про учасників партизанського руху на Чернігівщині створено комунальний заклад «Музейно-меморіальний комплекс партизанської слави „Лісоград“» Чернігівської обласної ради. З початку 2011 року музейно-меморіальний комплекс партизанської слави «Лісоград» є філіалом Чернігівського обласного історичного музею імені Василя Тарновського.
У 2012 році на території партизанського табору знайшли 3 ручні гранати РГД-33 часів німецько-радянської війни.
З початком російського вторгнення в Україну в 2022 році село Єліне, що знаходиться на прикордонні з Росією, опинилося під постійними обстрілами. У 2022 році всі експонати з філії музею у селі евакуювали, з 2023 вона не працює. Співробітники музею періодично, коли більш-менш безпечно, приїздять і оглядають цілісність будівлі.

## Музей історії партизанського руху на Чернігівщині
Музей історії партизанського руху на Чернігівщині у 1941—1943 рр. знаходиться у селі Єліне Корюківського району Чернігівської області.
В експозиції музею представлені документи з історії партизанського руху, фотографії, особисті речі партизан, стратегічні карти, зброя та багато іншого.
Музей має у своєму складі 5 експозиційних залів загальною площею 90 кв. метрів. Перший розділ експозиції музею присвячений мирному довоєнному життю села. У розділі, присвяченому організації партизанського руху, представлена партизанська гармата і кітель партизанського командира Миколи Попудренка. У одній із кімнат музею реконструйовано післявоєнну партизанську землянку.

## Меморіальний партизанський табір «Лісоград»
Меморіальний партизанський табір «Лісоград» розташований у лісі на місці, де взимку 1942 і навесні 1943 року базувалося Чернігівське обласне партизанське з'єднання.
Тут збереглися контури землянок, рови й окопи. У 2010 році ентузіасти відтворили партизанський табір, відновивши 3 землянки та побудувавши ще 2. Деякі з них використовуються для експозиції музейних експонатів, а інші облаштовані під житло.
Серед експонатів є робочий інвентар партизанів, посуд, побутові предмети, техніка. Також представлені спогади учасників партизанського руху, витяги зі щоденників партизанських командирів.
Про повсякденне життя у партизанському таборі розповідають фотографії і анотації про функціональне призначення землянок. Ефект присутності створюють накази і стінгазети, вивішені на дошці біля «штабної землянки».
Також на території «Лісограду» відтворено партизанську піч та розчищено партизанську криницю та окопи.